# Учебный курс
Учебный курс — серия учебных занятий, идущая по плану и расписанию, нацеленная на обучение одному учебному предмету — началам какой-либо конкретной науки или освоению определённого вида человеческой деятельности (например, языка, физкультуры, рисования).
Типичный учебный курс имеет жёсткие временны́е рамки и потому состоит из относительно завершённой дидактически обработанной части науки, предназначенной для обучения, излагаемой в соответствии с учебной программой. Курс отличается от других процессов обучения (в русском языке обычно обозначаемых словами «семинар» и «наставничество») сосредоточенностью на одной теме, плановостью и относительной длительностью во времени.